# Варзеа-де-Абруньяйш
Варзеа-де-Абруньяйш (порт. Várzea de Abrunhais)  —  район (фрегезия) в Португалии,  входит в округ Визеу. Является составной частью муниципалитета  Ламегу. По старому административному делению входил в провинцию Траз-уж-Монтиш и Алту-Дору. Входит в экономико-статистический  субрегион Доуру, который входит в Северный регион. Население составляет 478 человек на 2001 год. Занимает площадь 7,16 км².